# فيتالي سميرنوف
فيتالي سميرنوف هو منافس ألعاب قوى أوزبكستاني، ولد في 25 أكتوبر عام 1978، في يكاترينبورغ في روسيا.

## وصلات خارجية
- فيتالي سميرنوف على موقع الاتحاد الدولي لألعاب القوى (الإنجليزية)
- فيتالي سميرنوف على موقع اللجنة الأولمبية الدولية (الإنجليزية)
- فيتالي سميرنوف على موقع أوليمبيديا (الإنجليزية)